# Gökhan Gül
Gökhan Gül (Castrop-Rauxel, 1998. július 17. –) török származású német utánpótlás-válogatott labdarúgó, aki jelenleg a Fortuna Düsseldorf játékosa.

## Statisztika
2017. január 8-i állapot szerint.
| Klub               | Szezon   | Bajnokság | Bajnokság | Kupa  | Kupa | Nemzetközi | Nemzetközi | Összesen | Összesen |
| Klub               | Szezon   | Mérk.     | Gól       | Mérk. | Gól  | Mérk.      | Gól        | Mérk.    | Gól      |
| ------------------ | -------- | --------- | --------- | ----- | ---- | ---------- | ---------- | -------- | -------- |
| VfL Bochum         | 2015–16  | 0         | 0         | 0     | 0    | -          | -          | 0        | 0        |
| VfL Bochum         | 2016–17  | 2         | 0         | 0     | 0    | -          | -          | 2        | 0        |
| VfL Bochum         | Összesen | 2         | 0         | 0     | 0    | 0          | 0          | 0        | 2        |
| Fortuna Düsseldorf | 2016–17  | 0         | 0         | 0     | 0    | -          | -          | 0        | 0        |
| Fortuna Düsseldorf | Összesen | 0         | 0         | 0     | 0    | 0          | 0          | 0        | 0        |
| Összesen           | Összesen | 2         | 0         | 0     | 0    | 0          | 0          | 0        | 2        |